# Papilio
Papilio är ett släkte av fjärilar som beskrevs av Carl von Linné 1758. Papilio ingår i familjen riddarfjärilar.

## Bildgalleri

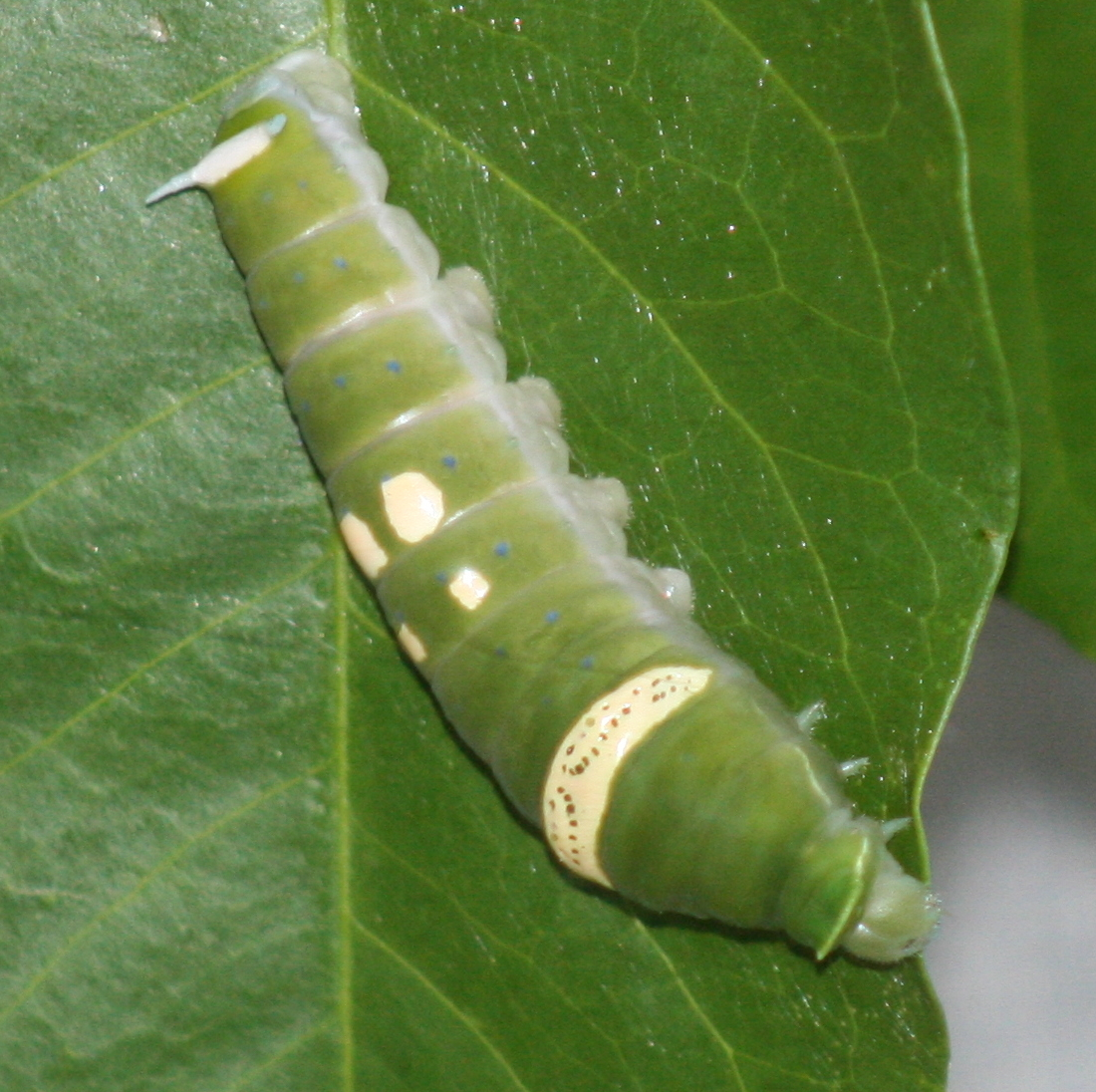
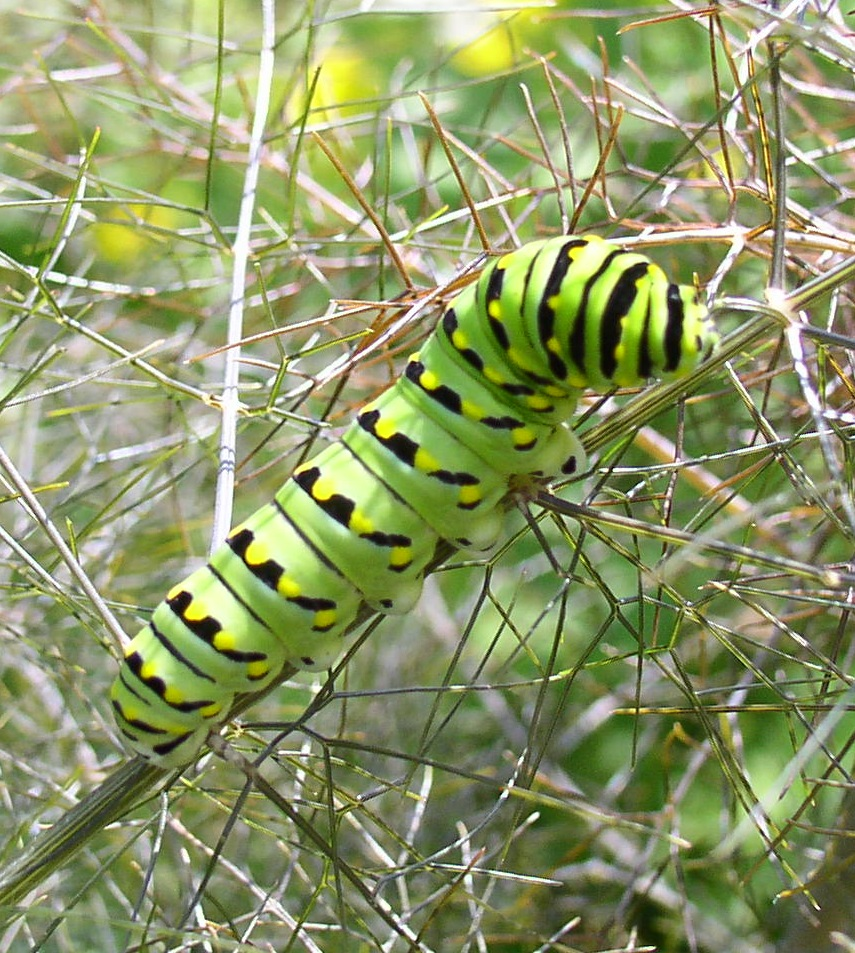
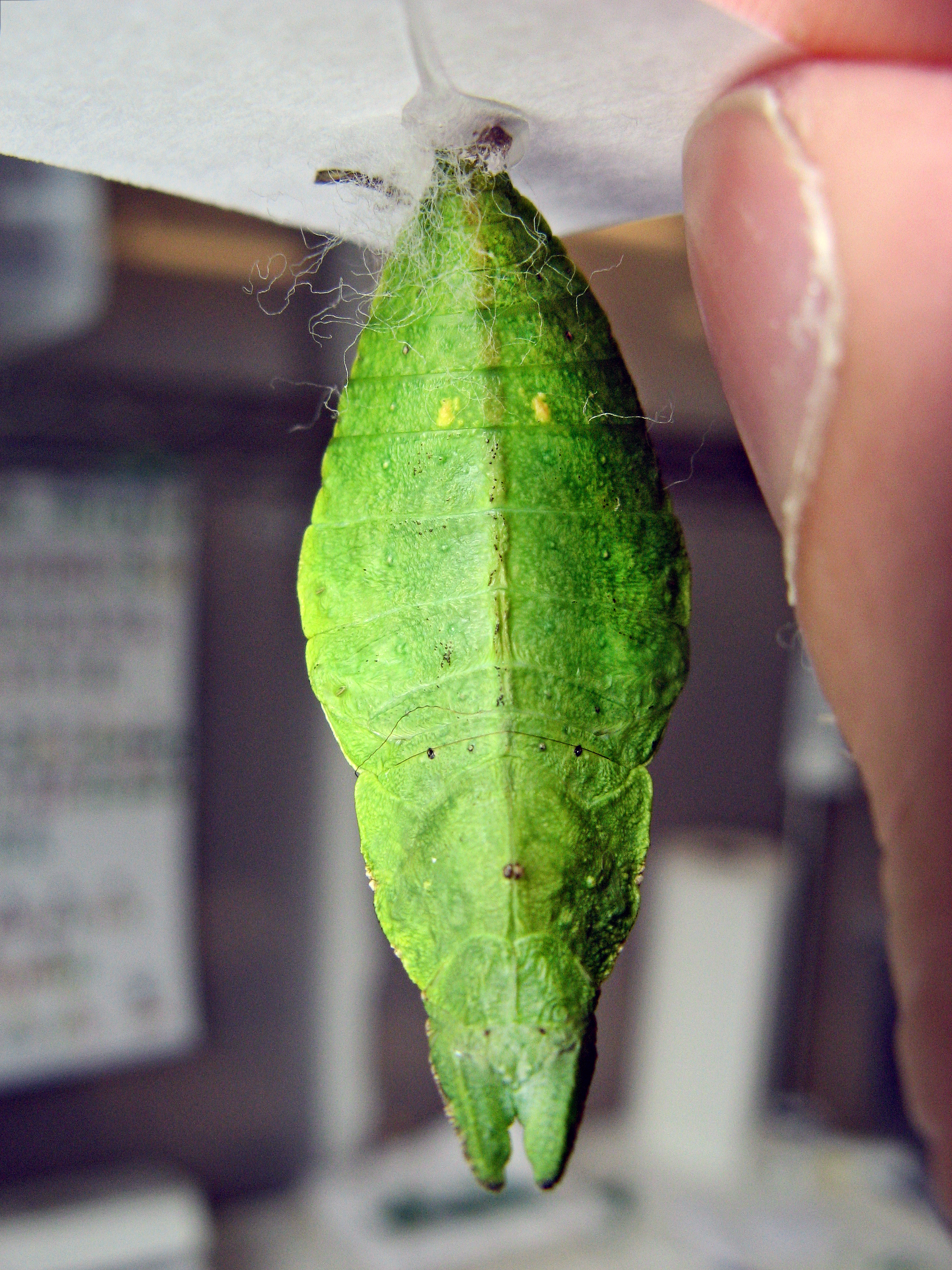
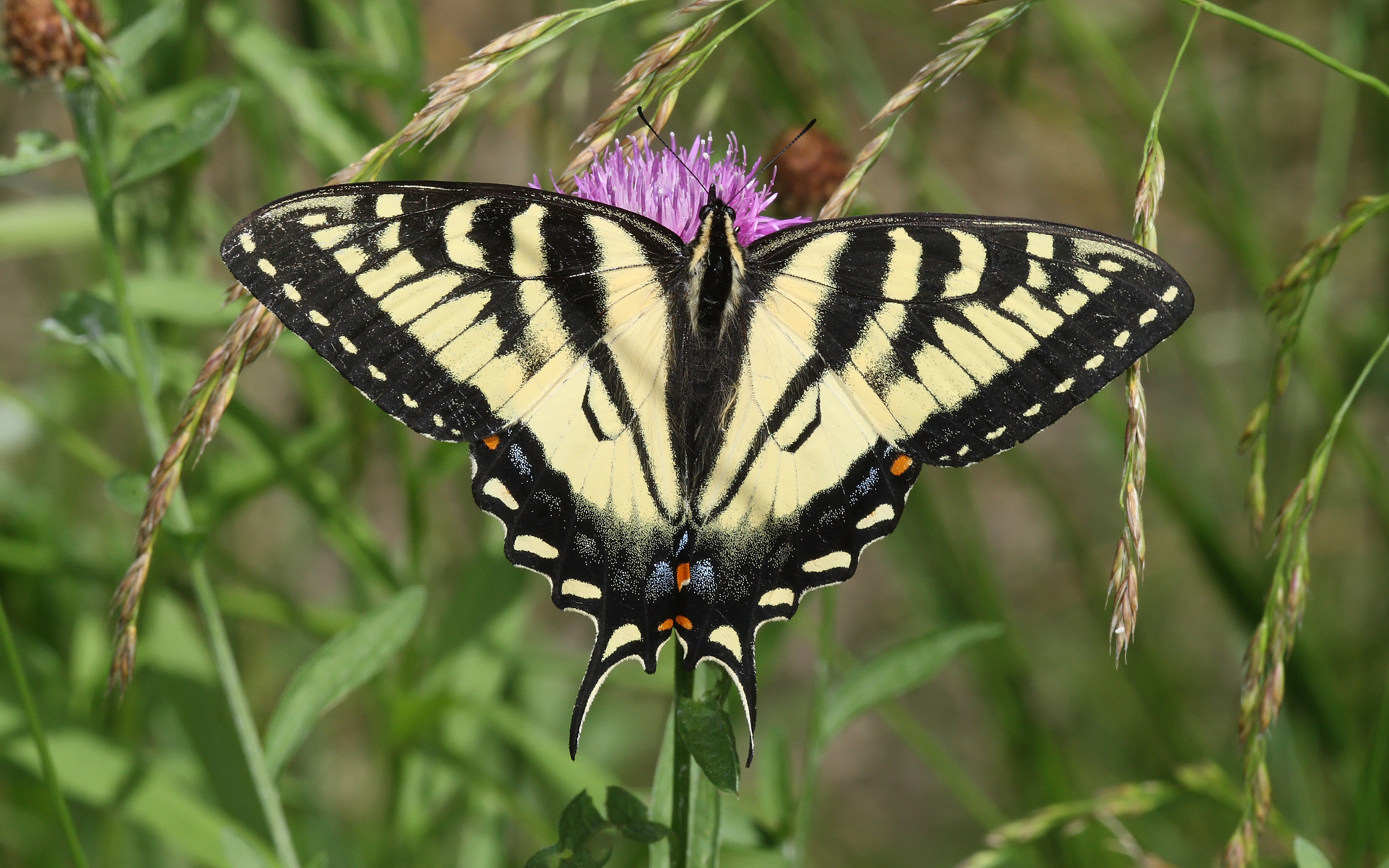
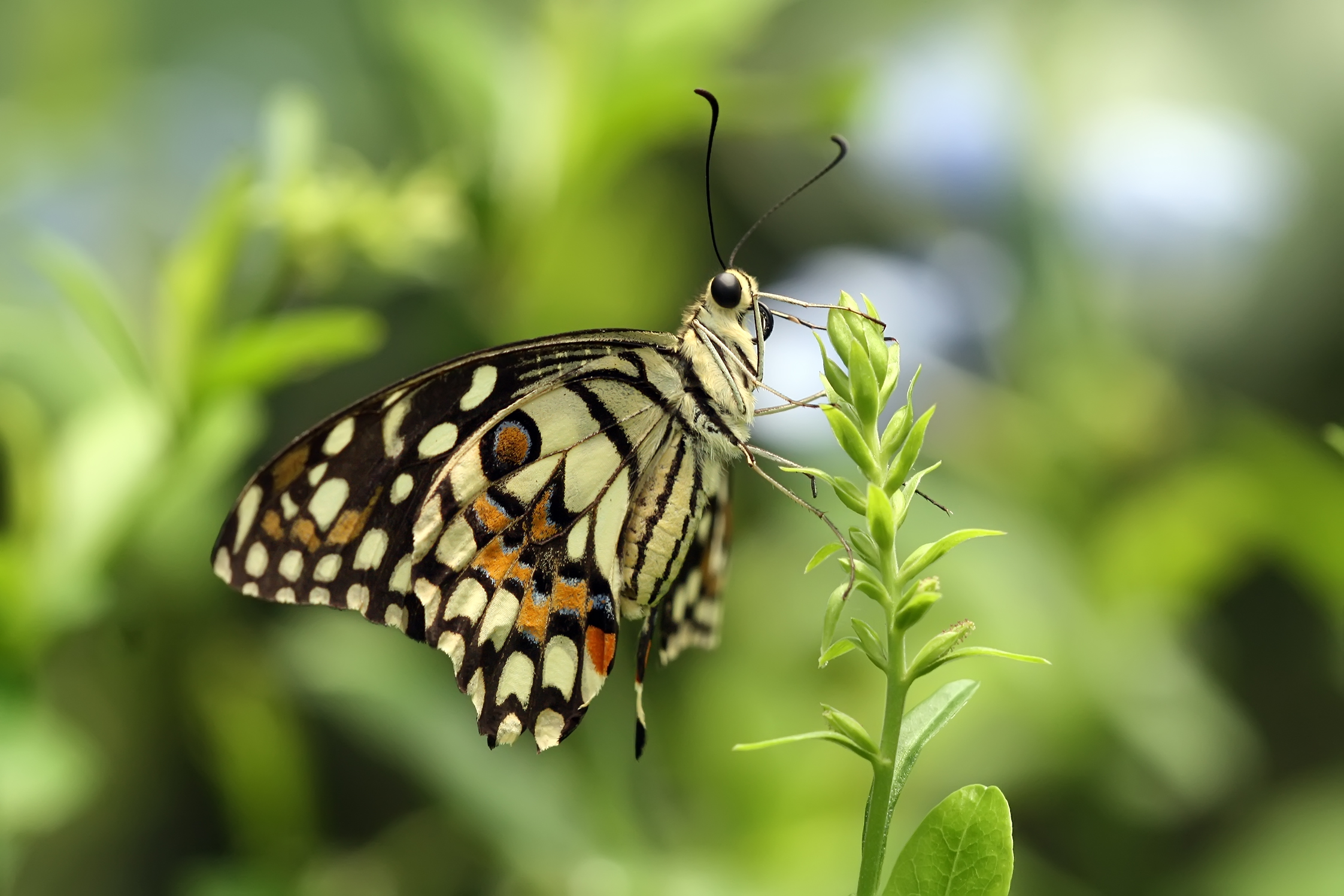
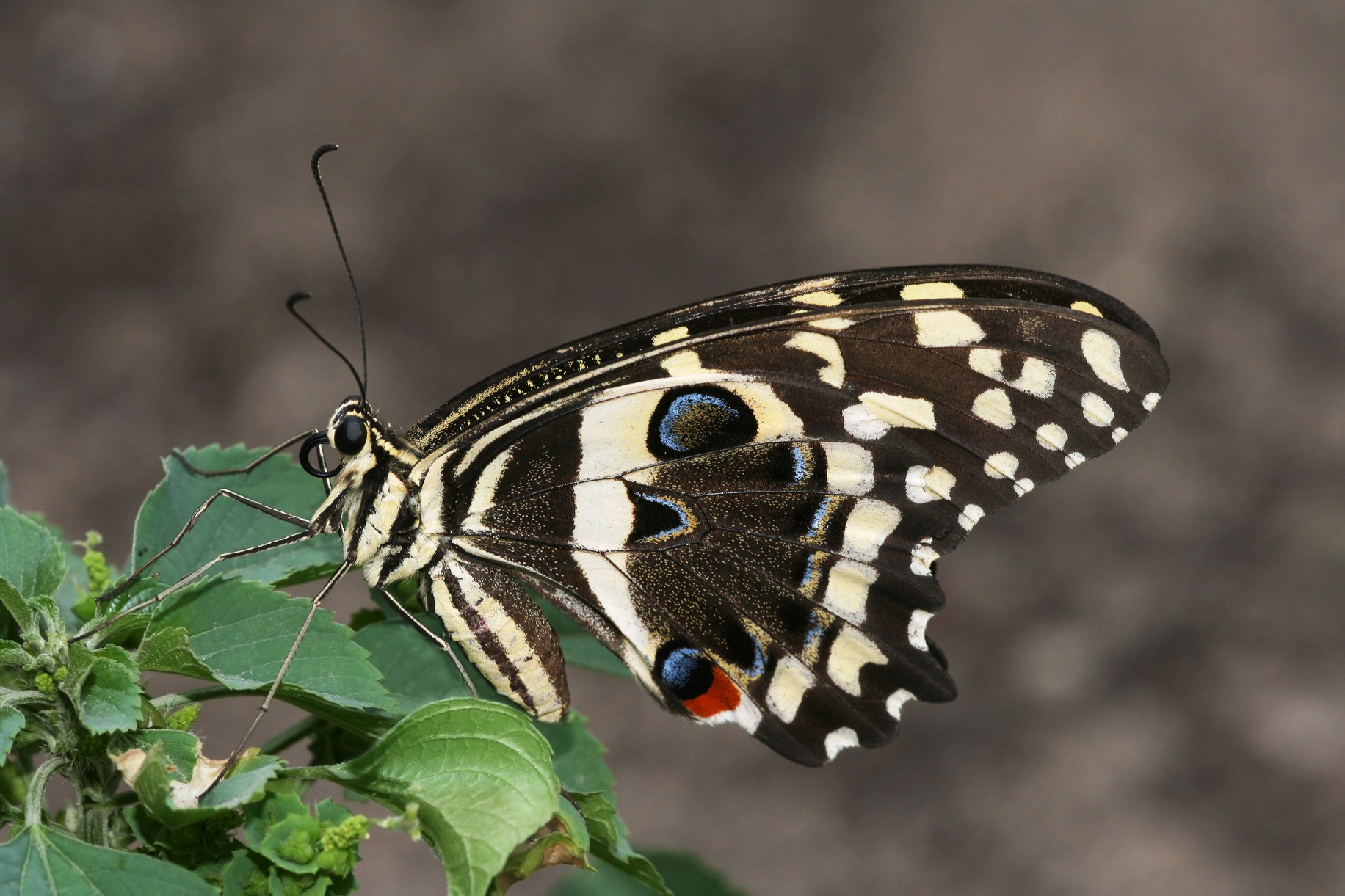

## Dottertaxa tillPapilio, i alfabetisk ordning[1][2]
- Papilio acheron
- Papilio aegeus
- Papilio albinus
- Papilio alcmenor
- Papilio alexanor
- Papilio alphenor
- Papilio ambrax
- Papilio amynthor
- Papilio anactus
- Papilio anchisiades
- Papilio andraemon
- Papilio androgeus
- Papilio andronicus
- Papilio antimachus
- Papilio antonio
- Papilio arcturus
- Papilio aristodemus
- Papilio aristor
- Papilio arnoldiana
- Papilio ascalaphus
- Papilio astyalus
- Papilio benguetana
- Papilio bianor
- Papilio birchallii
- Papilio blumei
- Papilio bootes
- Papilio brevicauda
- Papilio bridgei
- Papilio buddha
- Papilio cacicus
- Papilio caiguanabus
- Papilio canadensis
- Papilio canopus
- Papilio castor
- Papilio charopus
- Papilio chiansiades
- Papilio chikae
- Papilio chitondensis
- Papilio chrapkowskii
- Papilio chrapkowskoides
- Papilio constantinus
- Papilio cresphontes
- Papilio crino
- Papilio cynorta
- Papilio cyproeofila
- Papilio daedalus
- Papilio dardanus
- Papilio deiphobus
- Papilio delalandei
- Papilio demetrius
- Papilio demodocus
- Papilio demoleus
- Papilio demolion
- Papilio desmondi
- Papilio dialis
- Papilio diophantus
- Papilio dravidarum
- Papilio echerioides
- Papilio elephenor
- Papilio epenetus
- Papilio epiphorbas
- Papilio erithonioides
- Papilio erostratus
- Papilio erskinei
- Papilio esperanza
- Papilio euchenor
- Papilio euphranor
- Papilio eurymedon
- Papilio euterpinus
- Papilio fernandus
- Papilio filaprae
- Papilio forbesi
- Papilio fuelleborni
- Papilio fuscus
- Papilio gallienus
- Papilio gambrisius
- Papilio garamas
- Papilio garleppi
- Papilio gigon
- Papilio glaucus
- Papilio godeffroyi
- Papilio grosesmithi
- Papilio hectorides
- Papilio helenus
- Papilio hellanichus
- Papilio hermeli
- Papilio hesperus
- Papilio himeros
- Papilio hipponous
- Papilio homerus
- Papilio homothoas
- Papilio hoppo
- Papilio hornimani
- Papilio horribilis
- Papilio hospiton
- Papilio hyppason
- Papilio hypsicles
- Papilio hystaspes
- Papilio indra
- Papilio inopinatus
- Papilio interjectana
- Papilio isidorus
- Papilio iswara
- Papilio iswaroides
- Papilio jacksoni
- Papilio janaka
- Papilio jordani
- Papilio karna
- Papilio krishna
- Papilio lamarchei
- Papilio lampsacus
- Papilio leucotaenia
- Papilio liomedon
- Papilio lormieri
- Papilio lorquinianus
- Papilio lowii
- Papilio maackii
- Papilio machaon
- Papilio machaonides
- Papilio macilentus
- Papilio mackinnoni
- Papilio maesseni
- Papilio mahadeva
- Papilio mangoura
- Papilio manlius
- Papilio mayo
- Papilio mechowi
- Papilio mechowiana
- Papilio melonius
- Papilio memnon
- Papilio menatius
- Papilio menestheus
- Papilio microps
- Papilio montrouzieri
- Papilio morondavana
- Papilio multicaudata
- Papilio nephelus
- Papilio neumoegeni
- Papilio neyi
- Papilio nireus
- Papilio nobilis
- Papilio noblei
- Papilio oenomaus
- Papilio ophidicephalus
- Papilio oribazus
- Papilio ornythion
- Papilio oxynius
- Papilio paeon
- Papilio palamedes
- Papilio palinurus
- Papilio paris
- Papilio pelaus
- Papilio pelodurus
- Papilio peranthus
- Papilio pericles
- Papilio pharnaces
- Papilio phestus
- Papilio phorbanta
- Papilio phorcas
- Papilio pilumnus
- Papilio pitmani
- Papilio plagiatus
- Papilio polymnestor
- Papilio polytes
- Papilio polyxenes
- Papilio protenor
- Papilio rex
- Papilio rogeri
- Papilio rumanzovia
- Papilio rutulus
- Papilio saharae
- Papilio sataspes
- Papilio scamander
- Papilio schmeltzi
- Papilio sosia
- Papilio syfanius
- Papilio thaiwanus
- Papilio thersites
- Papilio thoas
- Papilio thuraui
- Papilio torquatus
- Papilio troilus
- Papilio tydeus
- Papilio ufipa
- Papilio ulysses
- Papilio warscewiczii
- Papilio weymeri
- Papilio woodfordi
- Papilio xanthopleura
- Papilio xuthus
- Papilio zagreus
- Papilio zalmoxis
- Papilio zelicaon
- Papilio zenobia